# Oulaya Amamra
Oulaya Amamra (Viry-Châtillon, 12 de novembro de 1996) é uma atriz francesa conhecida por estrelar o filme Divines, pelo qual ganhou o César de Melhor Atriz Revelação.

## Biografia
Amamra frequentou uma escola católica e estudou dança clássica por quinze anos. Ela é a irmã mais nova de Houda Benyamina, diretora de Divines e vencedora do César de Melhor Primeiro Filme.

## Carreira
Benyamina escalou Amamra para o papel principal em Divines, embora inicialmente estivesse preocupada que o projeto pudesse ameaçar seu relacionamento. Em janeiro de 2017, Amamra ganhou um Lumière de Melhor Atriz Revelação pelo papel. Ela também ganhou o prêmio de Melhor Atriz Revelação na 42ª edição do César.

## Filmografia
| Ano  | Título                   | Papel         | Diretor                              | Notas            |
| ---- | ------------------------ | ------------- | ------------------------------------ | ---------------- |
| 2010 | Fracture                 | Estudante     | Alain Tasma                          | Telefilme        |
| 2012 | Le commencement          |               | Guillaume Tordjman                   | Curta-metragem   |
| 2014 | Ghetto Child             |               | Houda Benyamina & Guillaume Tordjman |                  |
| 2014 | 3xManon                  | Yaël          | Jean-Xavier de Lestrade              | Minissérie       |
| 2015 | L'orchestre des aveugles | Chama         | Mohamed Mouftakir                    | Filme marroquino |
| 2015 | Belle gueule             | Sarah         | Emma Benestan                        | Curta-metragem   |
| 2015 | Un métier bien           | Soraya        | Farid Bentoumi                       | Curta-metragem   |
| 2016 | Divines                  | Dounia        | Houda Benyamina                      |                  |
| 2016 | Tamara                   | Jelilah       | Alexandre Castagnetti                |                  |
| 2016 | Mariam                   | Mariam        | Faiza Ambah                          | Curta-metragem   |
| 2016 | Mr Gaspacho              | Julie         | Guillaume Tordjman                   | Curta-metragem   |
| 2017 | La bête curieuse         | Asma          | Laurent Perreau                      | Telefilme        |
| 2018 | Le Monde est à toi       | Lamya         | Romain Gavras                        |                  |
| 2018 | The Little Drummer Girl  | Salma         | Park Chan-wook                       | Minissérie       |
| 2019 | Farewell to the Night    | Lila Saïdi    | André Téchiné                        |                  |
| 2020 | Le Sel des larmes        | Djemila       | Philippe Garrel                      |                  |
| 2020 | Vampiros                 | Doina Radescu |                                      |                  |